# Pajarito Gómez
Pajarito Gómez, una vida feliz, també coneguda simplement com Pajarito Gómez, és una pel·lícula argentina de comèdia dramàtica i musical de 1965 dirigida per Rodolfo Kuhn i protagonitzada per Héctor Pellegrini. Va ser escrita per Kuhn al costat de Carlos del Peral i Paco Urondo. Va ser estrenada el 5 d'agost de 1965 i nominada al Os d'Or al 15è Festival Internacional de Cinema de Berlín, on va resultar guanyadora del premi "Millor Pel·lícula Juvenil".
En una enquesta de les 100 millors pel·lícules del cinema argentí duta a terme pel Museo del Cine Pablo Ducrós Hicken l'any 2000, la pel·lícula va aconseguir el lloc 27. En una nova versió de l'enquesta organitzada en 2022 per les revistes especialitzades La vida útil, Taipei i La tierra quema, presentada en el Festival Internacional de Cinema de Mar del Plata, la pel·lícula va aconseguir el lloc 22.

## Sinopsi
Creació, ascens i caiguda d'un cantant nuevaolero i exclusivament mediàtic. La història es desenvolupa com una crònica de la vida i carrera d'un cantant popular: els seus orígens humils, el seu ascens a la fama i la seva explotació pels mitjans de comunicació.

## Temàtica
El film és una clara paròdia de Palito Ortega en particular, i del fenomen comercial del Club del Clan en general: "Pajarito" Gómez és un cantant de música popular impulsat per una empresa discogràfica. La història se centra en la vida de Pajarito fora dels escenaris, com es construeix la seva figura pública alimentant el mite del noi pobre, provincià, que pel seu talent -i sent al mateix temps bon fill i bon ciutadà- aconsegueix la fama i la fortuna. Darrere d'aquesta façana, Ocellet és un home fosc i desorientat, alcohòlic, distanciat de la seva mare.
Es tracta d'una exposició crua i satírica dels mitjans de comunicació i la seva manera de representar (retallar, tergiversar o, planament, inventar) la realitat.
La banda sonora inclou cançons encomanadisses com "Un cariñito" i "En el año 2000", compostes pels guionistws, Rodolfo Kuhn, el prestigiós escriptor i humorista Carlos del Peral (creador, al costat de Landrú, de la revista Tía Vicenta) i el poeta Paco Urondo, ue més tard s'uniria a Montoneros i seria desaparegut durant la última dictadura cívico-militar.

## Repartiment
- Héctor Pellegrini... Pajarito Gómez
- María Cristina Laurenz
- Nelly Beltrán
- Lautaro Murúa
- Maurice Jouvet
- Jorge Rivera López
- Federico Luppi
- Beatriz Matar
- Hugo Dargó
- Marta Gam
- Alberto Barcel
- Zulema Katz
- Orlando Bohr
- Fabiana Gavel
- Elena Cánepa
- María Eugenia Daguerre
- Beatriz Allemany
- Alberto del Villar... Cap de redacció
- Juan Ignacio Acevedo
- Sergio Corona
- Alejandra Da Passano
- Cristina Gómez
- Pablo Mathon
- Alberto Fernández de Rosa... Bobby
- Claudia Sánchez
- Jorge Beillard
- Jorge Palaz
- Bibí Curetty
- Lelio Lesser
- Linda Peretz
- Eva Zeida
- Edgardo Rovezzi
- Lydia Vita
- Aurora Cordone
- Stella de la Rosa
- Esteban Nesich
- Susana Latou
- Susana Da Rosa
- Ricardo Celeste
- Héctor Berro García
- Marcelo Roqué
- Martha Serrano
- Carlos Membrives
- Ruth Baltra Moreno
- Anita Faour
- María Aguilar
- Francisco "Paco" Urondo (cameo)